# Vilémovice (Moravia meridionale)
Vilémovice (in tedesco Willimowitz) è un comune della Repubblica Ceca facente parte del distretto di Blansko, in Moravia Meridionale.